# 奇倫托和迪亞諾河谷國家公園
奇倫托和迪亞諾河谷國家公園（義大利語：Parco nazionale del Cilento e Vallo di Diano）是義大利的一個國家公園。位於薩萊諾省，設立於1991年。公園設立時面積面積36,000公頃，後擴大至約180,000公頃。在1991年，國家公園成為聯合國教科文組織的世界遺產，在1997年又成為生物圈保護區。

## 外部連結
- 官方網站
- 公園管理組織的網站（页面存档备份，存于）
- 奇倫托文化活動計劃（页面存档备份，存于）